# برايان بانكس (لاعب كرة قدم أمريكية)
برايان بانكس (بالإنجليزية: Brian Banks)‏ هو لاعب كرة قدم أمريكية أمريكي، ولد في 24 يوليو 1985 في لوس أنجلوس في الولايات المتحدة.

## وصلات خارجية
- برايان بانكس على موقع JustSportsStats.com (الإنجليزية)